# Shigeo Sugimoto
Pour les articles homonymes, voir Sugimoto.
Shigeo Sugimoto (杉本 茂雄, Sugimoto Shigeo, né le 4 décembre 1926 à Préfecture de Hyogo au Japon) est un footballeur japonais.